# Coligação Mudança
Coligação Mudança (CM) foram duas coligações pré-eleitorais de partidos políticos portugueses, da esquerda ao centro-direita, que concorreram ao município do Funchal nas eleições autárquicas de 2013 e à Assembleia Legislativa da Madeira nas eleições legislativas regionais de 2015.
A aliança de 2013 era constituída por seis partidos: Partido Socialista (PS), Bloco de Esquerda (BE), Nova Democracia (PND), Partido da Terra (MPT), Partido Trabalhista Português (PTP) e Partido pelos Animais e pela Natureza (PAN; em 2014 mudou a sua designação para Pessoas-Animais-Natureza). Tinha como candidato a presidente da câmara um independente indicado pelo PS, Paulo Cafôfo, e obteve as presidências da Câmara Municipal e da Assembleia Municipal do Funchal, destronando pela primeira vez o PSD, que tinha ganho todas as autárquicas no município desde 1976.
Em 2015, a nova coligação incluía apenas o PS, o PTP, o PAN e o MPT e tinha como cabeça-de-lista às legislativas regionais o líder do PS-Madeira, Victor Freitas. Esta coligação acabou por ficar em terceiro lugar e perder deputados relativamente ao total que os partidos tinham obtido individualmente nas eleições anteriores em 2011.
Nas eleições autárquicas de 2017, Paulo Cafôfo, o autarca do Funchal eleito pela Coligação Mudança, recandidatou-se numa nova coligação constituída pelo PS e o BE, mas desta vez intitulada Confiança e apoiada por outros partidos: Juntos Pelo Povo (JPP), Partido Democrático Republicano (PDR) e Nós, Cidadãos! (NC). Nessas mesmas eleições, o MPT, que em 2013 tinha feito parte da Coligação Mudança, concorreu ao Funchal numa coligação designada Nova Mudança juntamente com o Partido Cidadania e Democracia Cristã (PPV/CDC).

## Partidos constituintes
| Partidos | Partidos                      | Líderes regionais  | Ideologia               | Espectro                |
| -------- | ----------------------------- | ------------------ | ----------------------- | ----------------------- |
|          | Partido Socialista            | Victor Freitas     | Social-democracia       | Centro-esquerda         |
|          | Bloco de Esquerda             | Roberto Almada     | Socialismo democrático  | Esquerda                |
|          | Nova Democracia               | Gil Canha          | Conservadorismo liberal | Direita                 |
|          | Partido Trabalhista Português | José Manuel Coelho | Trabalhismo             | Centro-esquerda         |
|          | Pessoas–Animais–Natureza      | Rui Almeida        | Direitos dos animais    | Centro-esquerda         |
|          | Movimento Partido da Terra    | Roberto Vieira     | Liberalismo verde       | Centro a centro-direita |

## Resultados eleitorais

### Eleições autárquicas no município do Funchal, 2013

#### Câmara Municipal
| Cabeça-de-lista             | Classificação | Votos  | %             | +/-        | Vereadores | +/-   | Status                |
| --------------------------- | ------------- | ------ | ------------- | ---------- | ---------- | ----- | --------------------- |
| Paulo Cafôfo (independente) | 1.º           | 21 102 | 39,22 / 100,0 | 10,79% (a) | 5 / 11     | 3 (b) | Presidência da Câmara |

↑(a)  Em 2009, PS, PND, BE e MPT concorreram separadamente e obtiveram, no total, 15 920 votos (28,43%); PAN e PTP não concorreram no Funchal.
↑(b)  Em 2009, PS e PND obtiveram, cada um, 1 vereador.

#### Assembleia Municipal
| Cabeça-de-lista            | Classificação | Votos  | %             | +/-      | Deputados municipais | +/-   | Status                    |
| -------------------------- | ------------- | ------ | ------------- | -------- | -------------------- | ----- | ------------------------- |
| Luísa Clode (independente) | 1.º           | 20 849 | 38,73 / 100,0 | 8,9% (c) | 14 / 33              | 5 (d) | Presidência da Assembleia |

↑(c)  Em 2009, PS, PND, BE e MPT concorreram separadamente e obtiveram, no total, 16 691 votos (29,83%); PAN e PTP não concorreram no Funchal.
↑(d)  Em 2009, PS obteve 5 deputados, PND 3 e BE 1.

#### Assembleias de freguesia
| Classificação | Votos  | Votos (%)     | +/-        | Presidentes de junta | +/-   | Membros de assembleia | +/-    | Status                                        |
| ------------- | ------ | ------------- | ---------- | -------------------- | ----- | --------------------- | ------ | --------------------------------------------- |
| 1.º           | 18 967 | 35,25 / 100,0 | 10,86% (e) | 5 / 10               | 5 (f) | 53 / 138              | 28 (g) | Executivo em 5 freguesias, oposição noutras 5 |

↑(e)  Em 2009, PS, BE e MPT concorreram separadamente e obtiveram, no total, em todas as freguesias, 13 660 votos (24,39%); MPT, PAN e PTP não concorreram às freguesias.
↑(f)  Em 2009, os partidos concorreram separados e não conseguiram nenhuma presidência de junta.
↑(g)  Em 2009, PS obteve 20 membros de assembleia nas freguesias e BE 5.

### Eleições legislativas regionais da Madeira, 2015
| Líder               | Classificação | Votos  | %             | +/-        | Deputados | +/-   | Status   |
| ------------------- | ------------- | ------ | ------------- | ---------- | --------- | ----- | -------- |
| Victor Freitas (PS) | 3.º           | 14 574 | 11,43 / 100,0 | 10,99% (h) | 6 / 47    | 5 (i) | Oposição |

↑(h)  Em 2011, os quatro partidos (PS, PTP, PAN e MPT) concorreram separadamente obtendo, no total, 33 031 votos (22,42%).
↑(i)  Em 2011, os quatro partidos conseguiram eleger, no total, 11 deputados: PS 6, PTP 3, PAN 1 e MPT 1.

## Galeria

Logotipo da coligação Mudança Funchal
Logotipo da coligação Mudança Madeira